# Enjambement inégal

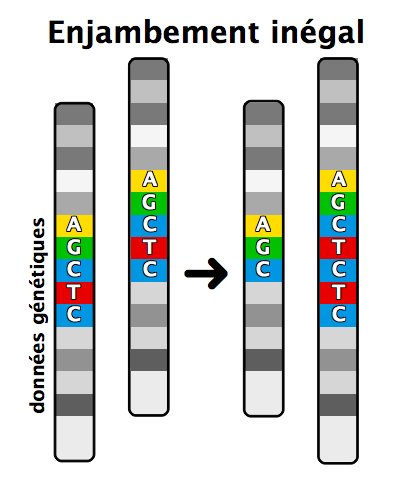

L'enjambement inégal est un remaniement du matériel génétique dans lequel des suites nucléotidiques sont échangées d'une manière disproportionnée entre un brin et sa chromatide sœur (lors de la mitose) ou son chromosome frère (lors de la méiose). Le résultat est la perte de données sur un chromosome et la répétition de données sur l'autre,.
Lors de la méiose, les chromosomes doublés chez les eucaryotes (organismes à noyau) fusionnent au niveau du centromère lors de la prophase I. À ce stade, un  enjambement chromosomatique peut avoir lieu, dit « inégal » en cas de suites homologues mal appariées, un fait encouragé par des ressemblances entre les deux suites de matériel génétique. Le taux d'enjambements inégaux augmentera en fonction de la quantité des suites répétées autour de la duplication, car ces répétitions tendent à s'aligner et à s'apparier.
Avec la conversion génique, l'enjambement inégal représente un générateur principal de doublements génétiques et une source de mutation dans le génome.